# Alfred Sonders
Alfred Sonders (* 20. März 1964 in Würselen-Bardenberg) ist hauptamtlicher Bürgermeister der Stadt Alsdorf, Städteregion Aachen, in Nordrhein-Westfalen.

## Leben
Sonders wuchs in einem südlichen Stadtteil von Alsdorf auf, nämlich der Broicher Siedlung. Er besuchte zuerst die Hauptschule. Über die Aufbaurealschule kam er zur Höheren Handelsschule. Im Jahre 1982 bewarb er sich bei der Stadtverwaltung in seinem Heimatort. Dort wurde er als Verwaltungsfachangestellter eingestellt und war in vielen Bereichen tätig, z. B. vom Sozialamt bis zum Amt für Presse- und Öffentlichkeitsarbeit und Kultur. Die Prüfung zum Verwaltungsfachwirt erfolgte im Jahr 1992.
1978 war Alfred Sonders Kinderprinz der  Karnevalsgesellschaft (KG) Rote Funken Broicher Siedlung. Jahrelang war er Vorsitzender der KG. Er war auch Geschäftsführer der Alsdorfer Freizeitobjekte GmbH (FOGA). Er ist auch als Bürgermeister in vielen Vereinen ehrenamtlich tätig. Er ist Mitglied der SPD und der Gewerkschaft ver.di.
Alfred Sonders ist seit dem 21. Oktober 2009 hauptamtlicher Bürgermeister von Alsdorf und leitet die Verwaltung. Am 25. Mai 2014 sowie am 13. September 2020 erfolgte seine Wiederwahl.
Sonders ist verheiratet und hat eine Tochter.